# Estisch voetbalelftal in 2000
Het Estisch voetbalelftal speelde in totaal elf officiële interlands in het jaar 2000, waaronder vier wedstrijden in de kwalificatiereeks voor de WK-eindronde 2002 in Japan en Zuid-Korea. De ploeg stond onder leiding van achtereenvolgens Aivar Lillevere (twee duels), Tarmo Rüütli (zeven duels) en Arno Pijpers (vanaf 15 november). Laatstgenoemde was op het moment van zijn aanstelling tevens clubcoach bij FC Flora Tallinn. Op de FIFA-wereldranglijst steeg Estland in 2000 van de 69ste (januari 2000) naar de 67ste plaats (december 2000).

## Balans
| Wedstrijden | Wedstrijden | Wedstrijden | Wedstrijden | Doelpunten | Doelpunten | Doelpunten | Punten |
| Gespeeld    | Winst       | Gelijk      | Verlies     | Voor       | Tegen      | Saldo      | Punten |
| ----------- | ----------- | ----------- | ----------- | ---------- | ---------- | ---------- | ------ |
| 11          | 6           | 1           | 4           | 14         | 14         | 0          | 1.182  |

## Interlands
|                                                 |                                                                     |       |                                            |                                                                                           |
| 23 februari King's Cup № 209 «onderlinge duels» | Finland                                                             | 4 – 2 | Estland                                    | Rajamangala Stadion, Bangkok Toeschouwers: 20.000 Scheidsrechter: Abdul Halim Hamid (MAS) |
| 23 februari King's Cup № 209 «onderlinge duels» | Mika Kottila 12' Marko Tuomela 14' Mika Kottila 56' Shefki Kuqi 60' |       | 71' (pen.) Indrek Zelinski 84' Andres Oper | Rajamangala Stadion, Bangkok Toeschouwers: 20.000 Scheidsrechter: Abdul Halim Hamid (MAS) |

|                                                 |                                         |       |                        |                                                                                           |
| 25 februari King's Cup № 210 «onderlinge duels» | Thailand                                | 2 – 1 | Estland                | Rajamangala Stadion, Bangkok Toeschouwers: 50.000 Scheidsrechter: Abdul Halim Hamid (MAS) |
| 25 februari King's Cup № 210 «onderlinge duels» | Pipat Thonkanya 23' Pipat Thonkanya 35' |       | 67' (pen.) Martin Reim | Rajamangala Stadion, Bangkok Toeschouwers: 50.000 Scheidsrechter: Abdul Halim Hamid (MAS) |

|                                                     |                |       |                 |                                                                                       |
| 26 april Vriendschappelijk № 211 «onderlinge duels» | Luxemburg      | 1 – 1 | Estland         | Stade Josy Barthel, Luxemburg Toeschouwers: 1.200 Scheidsrechter: Roelof Luinge (NED) |
| 26 april Vriendschappelijk № 211 «onderlinge duels» | Jean Vanek 90' |       | 83' Andres Oper | Stade Josy Barthel, Luxemburg Toeschouwers: 1.200 Scheidsrechter: Roelof Luinge (NED) |

|                                                   |                                |       |             |                                                                                  |
| 4 juni Vriendschappelijk № 212 «onderlinge duels» | Estland                        | 2 – 0 | Wit-Rusland | Kadrioru Stadium, Tallinn Toeschouwers: 1.800 Scheidsrechter: Petteri Kari (FIN) |
| 4 juni Vriendschappelijk № 212 «onderlinge duels» | Andres Oper 4' Andres Oper 82' |       |             | Kadrioru Stadium, Tallinn Toeschouwers: 1.800 Scheidsrechter: Petteri Kari (FIN) |

|                                                    |                  |       |         |                                                                                 |
| 11 juni Vriendschappelijk № 213 «onderlinge duels» | Estland          | 1 – 0 | Georgië | Kadrioru Stadion, Tallinn Toeschouwers: 1.200 Scheidsrechter: Sten Kaldma (EST) |
| 11 juni Vriendschappelijk № 213 «onderlinge duels» | Raio Piiroja 17' |       |         | Kadrioru Stadion, Tallinn Toeschouwers: 1.200 Scheidsrechter: Sten Kaldma (EST) |

|                                                                |                 |       |         |                                                                                 |
| 16 augustus WK-kwalificatie № 214 «onderlinge duels» 18:00 uur | Estland         | 1 – 0 | Andorra | Kadrioru Stadion, Tallinn Toeschouwers: 1.695 Scheidsrechter: Zoran Arsić (YUG) |
| 16 augustus WK-kwalificatie № 214 «onderlinge duels» 18:00 uur | Martin Reim 64' |       |         | Kadrioru Stadion, Tallinn Toeschouwers: 1.695 Scheidsrechter: Zoran Arsić (YUG) |

|                                                                |                 |       |                                                  |                                                                                   |
| 3 september WK-kwalificatie № 215 «onderlinge duels» 17:00 uur | Estland         | 1 – 3 | Portugal                                         | Kadrioru Stadion, Tallinn Toeschouwers: 4.700 Scheidsrechter: Charles Agius (MLT) |
| 3 september WK-kwalificatie № 215 «onderlinge duels» 17:00 uur | Andres Oper 84' |       | 14' Rui Costa 49' Luís Figo 57' Ricardo Sá Pinto | Kadrioru Stadion, Tallinn Toeschouwers: 4.700 Scheidsrechter: Charles Agius (MLT) |

|                                                              |                                |       |                                 |                                                                                     |
| 7 oktober WK-kwalificatie № 216 «onderlinge duels» 16:00 uur | Andorra                        | 1 – 2 | Estland                         | Estadi Comunal, Andorra la Vella Toeschouwers: 650 Scheidsrechter: Dani Koren (ISR) |
| 7 oktober WK-kwalificatie № 216 «onderlinge duels» 16:00 uur | Justo Ruíz González 90' (pen.) |       | 54' Martin Reim 65' Andres Oper | Estadi Comunal, Andorra la Vella Toeschouwers: 650 Scheidsrechter: Dani Koren (ISR) |

|                                                               |                                     |       |         |                                                                               |
| 11 oktober WK-kwalificatie № 217 «onderlinge duels» 19:30 uur | Ierland                             | 2 – 0 | Estland | Lansdowne Road, Dublin Toeschouwers: 34.962 Scheidsrechter: Terje Hauge (NOR) |
| 11 oktober WK-kwalificatie № 217 «onderlinge duels» 19:30 uur | Mark Kinsella 25' Richard Dunne 50' |       |         | Lansdowne Road, Dublin Toeschouwers: 34.962 Scheidsrechter: Terje Hauge (NOR) |

|                                                        |                   |       |          |                                                                                  |
| 15 november Vriendschappelijk № 218 «onderlinge duels» | Estland           | 1 – 0 | Kirgizië | Linnastaadion, Kuressaare Toeschouwers: 800 Scheidsrechter: Oleg Timofeyev (EST) |
| 15 november Vriendschappelijk № 218 «onderlinge duels» | Aivar Anniste 55' |       |          | Linnastaadion, Kuressaare Toeschouwers: 800 Scheidsrechter: Oleg Timofeyev (EST) |

|                                                        |                 |       |                                         |                                                                                          |
| 10 december Vriendschappelijk № 219 «onderlinge duels» | Hongkong        | 1 – 2 | Estland                                 | Hong Kong Stadion, Hongkong Toeschouwers: 1.500 Scheidsrechter: Kacuhiko Matsumura (JPN) |
| 10 december Vriendschappelijk № 219 «onderlinge duels» | Chan Ho-Man 20' |       | 53' Indrek Zelinski 58' Indrek Zelinski | Hong Kong Stadion, Hongkong Toeschouwers: 1.500 Scheidsrechter: Kacuhiko Matsumura (JPN) |

## FIFA-wereldranglijst
| JAN | FEB | MAR | APR | MEI | JUN | JUL | AUG | SEP | OKT | NOV | DEC |
| --- | --- | --- | --- | --- | --- | --- | --- | --- | --- | --- | --- |
| 69  | 72  | 76  | 77  | 80  | 84  | 77  | 79  | 77  | 71  | 72  | 67  |

## Hõbepall
Sinds 1995 reiken Estische voetbaljournalisten, verenigd in de Eesti Jalgpalliajakirjanike Klubi, jaarlijks een prijs uit aan een speler van de nationale ploeg die het mooiste doelpunt maakt. In het zesde jaar ging de Zilveren Bal (Hõbepall) naar aanvaller Indrek Zelinski voor een van zijn twee treffers in het duel tegen Hongkong, gemaakt op 10 december. 

## Statistieken
| Mart Poom            | 1972-02-03 | Derby County        | 6  | 0 | 0 | 76 | 0  |
| Martin Kaalma        | 1977-04-14 | JK Tulevik Viljandi | 3  | 0 | 0 | 10 | 0  |
| Toomas Tohver        | 1973-04-24 | FC Flora Tallinn    | 2  | 0 | 0 | 24 | 0  |
| Verdediging          |            |                     |    |   |   |    |    |
| Teet Allas           | 1977-06-02 | FC Flora Tallinn    | 10 | 1 | 0 |    |    |
| Andrei Stepanov      | 1979-03-16 | FC Flora Tallinn    | 8  | 0 | 0 | 12 | 0  |
| Raio Piiroja         | 1979-07-11 | FC Flora Tallinn    | 5  | 1 | 1 | 12 | 2  |
| Urmas Rooba          | 1978-07-08 | FC Midtjylland      | 5  | 1 | 0 |    |    |
| Viktor Alonen        | 1969-03-23 | FC Flora Tallinn    | 4  | 1 | 0 |    |    |
| Erko Saviauk         | 1977-10-20 | FC Flora Tallinn    | 3  | 1 | 0 |    |    |
| Urmas Kirs           | 1966-11-05 | KTP Kotka           | 3  | 0 | 0 | 80 | 5  |
| Märt Kosemets        | 1981-01-25 | FC Flora Tallinn    | 2  | 0 | 0 | 2  | 0  |
| Gert Olesk           | 1973-08-08 | JK Tulevik Viljandi | 2  | 0 | 0 |    |    |
| Andre Anis           | 1977-05-25 | JK Tulevik Viljandi | 1  | 1 | 0 |    |    |
| Raivo Nõmmik         | 1977-02-11 | JK Tulevik Viljandi | 1  | 0 | 0 |    |    |
| Janek Meet           | 1974-05-02 | JK Tulevik Viljandi | 0  | 2 | 0 |    |    |
| Sergei Hohlov-Simson | 1972-04-22 | Hapoel Taibe        | 0  | 1 | 0 |    |    |
| Middenveld           |            |                     |    |   |   |    |    |
| Martin Reim          | 1971-05-14 | KTP Kotka           | 9  | 0 | 3 |    |    |
| Sergei Terehhov      | 1975-04-18 | Brann Bergen        | 8  | 0 | 0 |    |    |
| Aivar Anniste        | 1980-02-18 | FC Flora Tallinn    | 6  | 3 | 1 |    |    |
| Janno Jürisson       | 1980-10-06 | FC Flora Tallinn    | 4  | 2 | 0 | 6  | 0  |
| Marko Kristal        | 1973-06-02 | FC Lahti            | 4  | 1 | 0 |    |    |
| Kert Haavistu        | 1980-01-18 | FC Flora Tallinn    | 1  | 5 | 0 |    |    |
| Mark Švets           | 1976-10-01 | FC Kuressaare       | 1  | 1 | 0 | 12 | 0  |
| Meelis Rooba         | 1977-04-20 | FC Flora Tallinn    | 0  | 1 | 0 |    |    |
| Aanval               |            |                     |    |   |   |    |    |
| Indrek Zelinski      | 1974-11-13 | FC Lahti            | 9  | 2 | 3 | 66 | 19 |
| Andres Oper          | 1977-11-07 | Aalborg BK          | 8  | 1 | 6 |    |    |
| Kristen Viikmäe      | 1979-02-10 | Vålerenga IF        | 3  | 1 | 0 |    |    |
| Argo Arbeiter        | 1973-12-05 | FC Jokerit          | 2  | 1 | 0 |    |    |
| Dmitri Ustritski     | 1975-05-08 | JK Tulevik Viljandi | 1  | 4 | 0 |    |    |
| Aleksander Saharov   | 1982-04-22 | FC Flora Tallinn    | 1  | 0 | 0 | 1  | 0  |
| Enver Jääger         | 1982-10-28 | FC Flora Tallinn    | 0  | 1 | 0 | 1  | 0  |

EJL · A-internationals · Bondscoaches · Statistieken · Estisch vrouwenelftal · Olympisch elftal · Estland U21 · Estland U20 · Estland U19 · Estland U18 · Estland U17 · Estland U16
1920 – 1929 ·
1930 – 1939 ·
1940 – 1949 ·
1950 – 1990 · 
1990 – 1999 ·
2000 – 2009 ·
2010 – 2019 ·
2020 − 2029
OS 1924
1920 ·
1921 ·
1922 ·
1923 ·
1924 ·
1925 ·
1926 ·
1927 ·
1928 ·
1929 · 
1930 · 
1931 · 
1932 · 
1933 · 
1934 · 
1935 · 
1936 · 
1937 · 
1938 · 
1939 · 
1940 · 
1941 · 
1942 · 
1943 · 1944 · 
1945 · 
1946 · 
1947 · 
1948 · 
1949 · 
1950 – 1990 · 
1991 · 
1992 · 
1993 · 
1994 · 
1995 · 
1996 · 
1997 · 
1998 · 
1999 · 
2000 · 
2001 · 
2002 · 
2003 · 
2004 · 
2005 · 
2006 · 
2007 · 
2008 · 
2009 · 
2010 · 
2011 · 
2012 · 
2013 · 
2014 · 
2015 · 
2016 ·
2017 ·
2018 ·
2019 ·
2020
Albanië ·
Andorra ·
Angola ·
Antigua en Barbuda ·
Argentinië ·
Armenië ·
Azerbeidzjan ·
België ·
Bosnië-Herzegovina ·
Brazilië ·
Bulgarije ·
Canada ·
Chili ·
China ·
Cyprus ·
Denemarken ·
Duitsland ·
Ecuador ·
Egypte ·
El Salvador ·
Engeland ·
Equatoriaal-Guinea ·
Faeröer ·
Fiji ·
Filipijnen ·
Finland ·
Frankrijk ·
Georgië · 
Gibraltar ·
Griekenland ·
Hongarije ·
Hongkong ·
Ierland ·
IJsland ·
Indonesië ·
Irak ·
Israël ·
Italië ·
Jordanië ·
Kazachstan ·
Kirgizië ·
Kroatië ·
Letland ·
Libanon ·
Liechtenstein ·
Litouwen ·
Luxemburg ·
Malta ·
Marokko ·
Mexico ·
Moldavië ·
Montenegro ·
Nederland ·
Nieuw-Caledonië ·
Nieuw-Zeeland ·
Noord-Ierland ·
Noord-Macedonië ·
Noorwegen ·
Oekraïne ·
Oezbekistan ·
Oman ·
Oostenrijk ·
Polen ·
Portugal ·
Qatar ·
Roemenië ·
Rusland ·
Saint Kitts en Nevis ·
San Marino ·
Saoedi-Arabië ·
Schotland ·
Servië ·
Slovenië ·
Slowakije · 
Spanje ·
Tadzjikistan ·
Thailand ·
Trinidad en Tobago ·
Tsjechië ·
Turkije ·
Turkmenistan ·
Uruguay ·
Vanuatu ·
Venezuela ·
Verenigde Arabische Emiraten ·
Verenigde Staten ·
Vietnam ·
Wales ·
Wit-Rusland ·
Zweden ·
Zwitserland